# Uirō

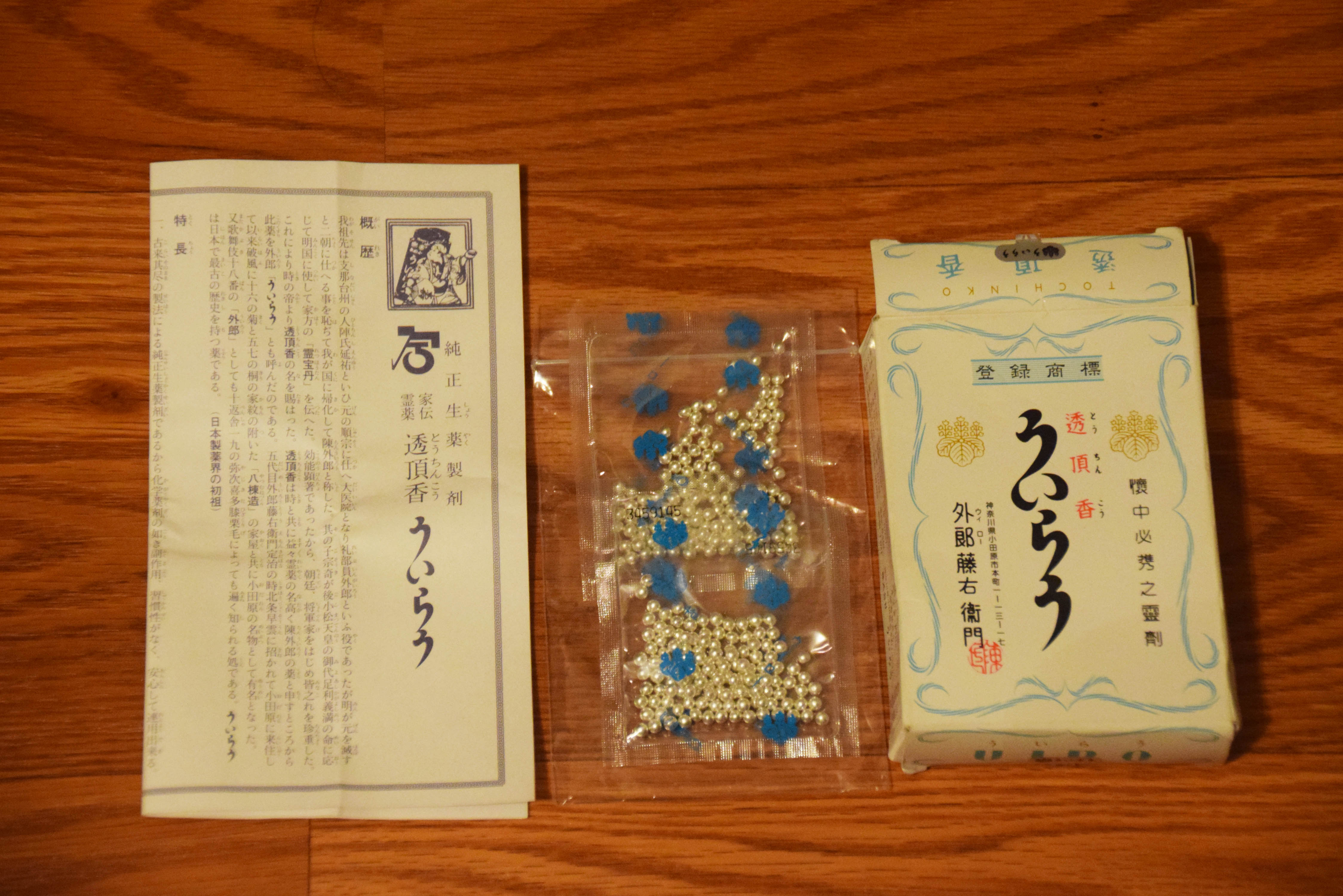
Embalagem de Uirō

Uirō (ういらう ou 外郎) é um remédio tradicional japonês produzido pela companhia Uirō em Odawara, na prefeitura de Kanagawa.

## História
A chegada de Uirō em Odawara se relaciona com a China do século XIV. Chin En-yū, um médico em Taizhou, na província de Zhejiang, se mudou para o Japão quando a dinastia Yuan foi substituida pela dinastia Ming. Ele chegou em Hakata e iniciou a prática da medicina, se intitulando Chin Gairō, usando o título do seu então governo Yuan. Chin foi convidado diversas vezes a Kyoto, então capital do Japão, para servir ao shōgun Yoshimitsu Ashikaga, mas negou todas as vezes. Posteriormente, se tornou um monge budista e assumiu o nome Sokei.
Após sua morte, seu filho, Sōki, se mudou para Kyoto, e foi enviado para Taizhou, cidade natal de seu pai, levando consigo a receita de Reihōtan, remédio tão eficiente para a cura de diversas doenças que era chamado de "tōchinkō" pelo imperador. Também era chamado de Uirō, palavra derivada da deturpação da pronúncia Zhejiang para "Wailang", o título governamental de seu pai. Sōki também era popular entre os estrangeiros por fazer bolos especiais, chamados de "bolos Uirō".
O Uirō no Japão era encontrado apenas em Kyoto e em Odawara até o período Genroku, na segunda metade do século XVII. Os bolos surgiram em Odawara durante o período Meiji, em meados do século XIX. 